# Nil Desperandum
Nil Desperandum (indonesisch Karang Nil Desperandum, auch Griffin Reef) ist ein indonesisches Korallenatoll der Barat-Daya-Inseln in der Bandasee. Nil Desperandum liegt etwa 40 km südlich der Insel Serua und 30 km nordöstlich der Insel Nila. Administrativ gehört Nil Desperandum zum Subdistrikt (Kecamatan) Teun Nila Serua im Regierungsbezirk (Kabupaten) Maluku Tengah der Provinz Maluku.
Das Atoll ist etwa 1400 Meter lang und durchschnittlich 900 Meter breit. Es besteht aus Korallen und Sand und reicht nur knapp über den Meeresspiegel.
Seinen Namen, der aus dem Lateinischen stammt und „nichts zum Verzweifeln“ bedeutet, erhielt das Atoll von einem Schiff, das auf dem Korallenriff strandete.
In den umliegenden Gewässern gibt es eine große Zahl von Hammerhaien, weswegen touristische Touren das Atoll immer wieder ansteuern.